# Withius hispanus
Espèce
Synonymes
- Chelifer hispanus L. Koch, 1873
- Withius lohmanderi Kobakhidze, 1965

Withius hispanus est une espèce de pseudoscorpions de la famille des Withiidae.

## Distribution
Cette espèce se rencontre au Portugal, en Espagne, en France, en Italie, en Suisse, en Autriche, en Bosnie-Herzégovine, au Monténégro, en Bulgarie, en Russie, en Turquie, en Géorgie, en Azerbaïdjan et au Maroc.

## Étymologie
Son nom d'espèce lui a été donné en référence au lieu de sa découverte, l'Hispanie.

## Publication originale
- L. Koch, 1873 : Uebersichtliche Dartstellung der Europäischen Chernetiden (Pseudoscorpione). Bauer und Raspe, Nürnberg, p. 1-68 (texte intégral).